# Oblin-Korczunek
Oblin-Korczunek (prononciation : [ˈɔblin kɔrˈt͡ʂunɛk]) est un village polonais de la gmina de Maciejowice dans le powiat de Garwolin de la voïvodie de Mazovie dans le centre-est de la Pologne.
Il se situe à environ 6 kilomètres à l'ouest de Maciejowice (siège de la gmina), 24 kilomètres au sud-ouest de Garwolin (siège du powiat) et à 65 kilomètres au sud-est de Varsovie (capitale de la Pologne).

## Histoire
De 1975 à 1998, le village appartenait administrativement à la voïvodie de Siedlce.